# Gia Maisaszwili
Gia Maisaszwili właściwie  Giorgi Maisashvili (gruz. გიორგი  მაისაშვილი, ur. 24 listopada 1962, zm. 26 lutego 2018)  – gruziński polityk, lider Partii Przyszłości. Kandydat w wyborach prezydenckich 5 stycznia 2008.
Zmarł 26 lutego 2018 po wieloletniej walce z rakiem mózgu.